# Conyza feae
Conyza feae là một loài thực vật có hoa trong họ Cúc. Loài này được (Bég.) Wild mô tả khoa học đầu tiên năm 1969.